# Liste der Monuments historiques in Essé
Die Liste der Monuments historiques in Essé führt die Monuments historiques in der französischen Gemeinde Essé auf.

## Liste der Bauwerke
| Bezeichnung              | Beschreibung | Standort | Kennzeichnung | Schutzstatus | Datum | Bild           |
| ------------------------ | ------------ | -------- | ------------- | ------------ | ----- | -------------- |
| Dolmen La Roche-aux-Fées |              | (Lage)   | PA00090553    | Classé       | 1840  | weitere Bilder |

## Liste der Objekte
- Monuments historiques (Objekte) in Essé in der Base Palissy des französischen Kultusministeriums